# وفيات 2010

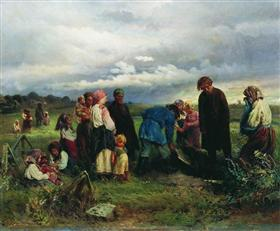

قائمة بأبرز وفيات سنة 2010.

|  |

## وفيات يناير
4
- يوهان فيريي، 99، رئيس سورينام.
- تسوتومو ياماجوتشي، 93، ياباني نجى من الهجوم النووي على هيروشيما وناجازاكي.

8
- محمود شكري، 90، أحد قادة جماعة الإخوان المسلمون.

11
- محمد أبو سمرة، 74، مناضل فلسطيني.

12
- مسعود محمدي، 50، عالم نووي إيراني.
- دانيال بن سعيد، 63، فيلسوف فرنسي.

13
- خليفة التليسي، 80، أديب وشاعر ليبي.
- إيسامو تانوناكا، 77، ممثل أداء صوتي ياباني.

15
- مارشال نيرنبرغ، 82، عالم كيمياء حيوية أمريكي حاصل على جائزة نوبل في الطب عام 1968.

17
- دايسكي غوري، 57، ممثل أداء صوتي ياباني.
- إيريك سيغال، 72، روائي أمريكي.
- جيوتي باسو، 95، سياسي هندي.

20
- محمود المبحوح، 50، قيادي فلسطيني من كتائب عز الدين القسام.

25
- علي حسن المجيد، 68، وزير الدفاع العراقي بفترة حكم صدام حسين.

27
- جيروم ديفيد سالينغر، 91، روائي أمريكي.
- هاوارد زين، 87، مؤرخ أمريكي.

30
- عز الدين إبراهيم، 82، سياسي وأكاديمي مصري.
- عبد الحميد طهماز، 73، عالم دين سوري

## وفيات فبراير
1
- عز الدين العراقي، 81، رئيس وزراء المغرب الأسبق.

5
- غاليمزيان خوساينوف، 72، لاعب كرة قدم روسي.

7
- فيصل علوي، 61، مغني يمني.

8
- هاني الروماني، 70، ممثل ومخرج سوري.

10
- تشارلز ويلسون، 76، سياسي أمريكي.

13
- عامر خماش، 86، عسكري وسياسي أردني.

20
- ألكسندر هيغ، 85، عسكري وسياسي أمريكي.

24
- الشيخ مبارك بن محمد بن خليفة آل نهيان، 75، وزير الداخلية الإماراتي الأسبق.

25
- علي تونسي، 74، المدير العالم للأمن الوطني في الجزائر.

## وفيات مارس
1
- فلاديمير إليوشن، 82، طيار اختباري روسي.

9
- دافيد قمحي، 78، جاسوس إسرائيلي.

10
- الشيخ محمد سيد طنطاوي، 81، شيخ الأزهر.

11
- فؤاد زكريا، 83، أكاديمي مصري.

22
- جيمس بلاك، 85، طبيب اسكتلندي حاصل على جائزة نوبل في الطب عام 1988.

26
- الشيخ أحمد بن زايد آل نهيان، 41، رئيس جهاز أبوظبي للاستثمار.

## وفيات أبريل
1
- إد روبرتس، 68، مهندس أمريكي.

9
- زولتان فارغا، 65، لاعب كرة قدم هنغاري.

10
- ليخ كاتشينسكي، 60، رئيس بولندا.

21
- خوان أنطونيو سامارانش، 89، رئيس اللجنة الأولمبية الدولية السابع.

22
- فيكتور نورينبيرغ، 79، لاعب كرة قدم لوكسمبورغي.
- فيحان العربيد، 63، ممثل كويتي.

23
- فؤاد صادق مفتي، 71، دبلوماسي سعودي.

29
- هاشم علم الدين، 70، سياسي لبناني.
- كمال الحلو، 70، ممثل لبناني.

## وفيات مايو
3
- محمد عابد الجابري، 75، فيلسوف ومفكر مغربي.

4
- محمود السعدني، 82، صحفي مصري.

5
- عمر يارادوا، 58، رئيس نيجيريا.

9
- لينا هورن، 92، ممثلة ومغنية أمريكية.

15
- محمد أحمد الرشيد، 90، نائب سابق في مجلس الأمة الكويتي.

18
- عبد الله فرغلي، 81، ممثل مصري.

28
- أسامة أنور عكاشة، 68، كاتب مصري.

29
- دينيس هوبر، 74، ممثل أمريكي.

## وفيات يونيو
7
- وهبي البوري، 94، سياسي وأديب ومؤرخ ليبي.

17
- عبد العزيز الحماد، 64، ممثل وفنان تشكيلي سعودي.

18
- محمد حمزة، 70، شاعر مصري.
- جوزيه ساراماجو، 87، كاتب برتغالي حاصل على جائزة نوبل في الأدب عام 1998.
- مارسيل بيجار، 94، عسكري فرنسي.

19
- مانوت بول، 47، لاعب كرة سلة سوداني.

20
- عبد الملك ريغي، 27، زعيم حركة جند الله.

23
- محمد مزالي، 84، رئيس وزراء تونس.
- مطاوع عويس، 84، ممثل مصري.

28
- محمد عفيفي مطر، 75، شاعر مصري.
- روبرت بيرد، 92، سيناتور أمريكي.

29
- نبيلة النابلسي، 61، ممثلة سورية.

30
- نظيم شعراوي، 89، ممثل مصري.

## وفيات يوليو
2
- رباب، 55، مغنية عراقية.

3
- محمد داود عودة، 73، قائد في منظمة أيلول الأسود.

4
- محمد حسين فضل الله، 75، مرجع دين شيعي لبناني.

5
- نصر حامد أبو زيد، 67، مفكر مصري.

25
- كامل الأسعد، 78، سياسي لبناني.

## وفيات أغسطس
1
- لوليتا ليبرون، 90، ثائرة وناشطة قومية بورتوريكية.

6
- توني جدت، 62، أستاذ جامعي ومؤرخ بريطاني.

8
- أحمد البغدادي، 59، مفكر وأكاديمي كويتي.

12
- الطاهر وطار، 74، كاتب جزائري.

14
- أحمد السقاف، 91، شاعر وأديب كويتي.

15
- غازي عبد الرحمن القصيبي، 70، شاعر وأديب وسفير ووزير سعودي.
- فؤاد أحمد، 74، ممثل مصري.

17
- فرانشيسكو كوسيغا، 82، رئيس إيطاليا.

19
- أمين الهندي، 70، سياسي وعسكري فلسطيني.

21
- لخضر بن طوبال، 87، سياسي جزائري.

24
- ساتوشي كون، 46، مخرج أفلام ياباني

30
- فرانشيسكو فارايو، 100، لاعب كرة قدم أرجنتيني.

## وفيات سبتمبر
4
- محيي الدين اللباد، 70، رسام وفنان تشكيلي مصري.

8
- يسرائيل طال، 86، عسكري إسرائيلي.

11
- محمد فتحي عثمان، 82، مفكر إسلامي مصري.

14
- محمد أركون، 82، مفكر وباحث أكاديمي ومؤرخ جزائري.

15
- عدلي رزق الله، 71، فنان تشكيلي مصري.

17
- إياد شلباية، 37، قيادي في كتائب عز الدين القسام.

24
- غينادي ياناييف، 64، سياسي روسي قاد الانقلاب الفاشل على ميخائيل غورباتشوف.

25
- صلاح السقا، 78، مخرج مسرحي مصري.

26
- عبد الصبور شاهين، 82، مفكر إسلامي مصري.

27
- أحمد ماهر، 75، وزير خارجية مصري.

29
- توني كيرتيس، 85، ممثل أمريكي.
- جورج تشارباك، 86، عالم فيزياء فرنسي / بولندي حاصل على جائزة نوبل في الفيزياء عام 1992.

## وفيات أكتوبر
4
- نورمان ويزدوم، 95، ممثل بريطاني.

7
- محمد مساعد الصالح، 75، محامي وكاتب كويتي.

9
- موريس آلياس، 99، اقتصادي فرنسي حاصل على جائزة نوبل في العلوم الاقتصادية عام 1988.

14
- بنوا ماندلبرو، 85، عالم رياضيات فرنسي / أمريكي.

15
- الشيخ مصطفى التريكي، 81، رجل دين ليبي.

19
- غانم الصالح، 67، ممثل كويتي.

27
- الشيخ صقر بن محمد القاسمي، 90، حاكم إمارة رأس الخيمة.
- نيستور كيرشنير، 60، رئيس الأرجنتين.

## وفيات نوفمبر
4
- الطاهر شريعة، 83، مخرج سينمائي تونسي.

8
- محمد عبده يماني، 70، وزير إعلام سعودي.

12
- عبد الرحمن الجيلالي، 102، فقيه ومفكر جزائري.

14
- يوسف درويش، 69، ممثل كويتي.

15
- إدمون عمران المالح، 93، كاتب ومفكر مغربي.
- محمد نمر الخطيب، 92، عالم فلسطيني مُسلم.

16
- كمال الشاذلي، 76، سياسي مصري.
- إدريس الشيخي، 66، شاعر ليبي.

18
- إبراهام السرفاتي، 84، سياسي مغربي.
- برايان مارسدن، 73، عالم بريطاني في علم الفلك.

19
- عبد العزيز الدوري، 91، مؤرخ عراقي.

22
- مصطفى السلاب، 58، سياسي ورجل أعمال مصري.
- ياسين أرناؤوط، 70، ممثل سوري.

28
- فلاديمير ماسلاتشينكو، 74، لاعب كرة قدم سوفيتي.
- ليسلي نيلسن، 84، ممثل أمريكي.
- صامويل كوهين، 89، عالم فيزياء أمريكي.

29
- ماريو مونيتشيلي، 95، مخرج إيطالي.
- مجيد شهرياري، 44، عالم نووي إيراني

## وفيات ديسمبر
1
- برلنتي عبد الحميد، 75، ممثلة مصرية.
- والتر برسي غاردنر، 95، عسكري بريطاني ووالد الأميرة منى الحسين.

3
- جاسم الصالح، 74، ممثل ومخرج كويتي.

10
- جون فين، 93، عالم كيمياء أمريكي حاصل على جائزة نوبل في الكيمياء عام 2002.

11
- محمد بشير الرز، 86، عالم دين سوري

13
- ريتشارد هولبروك، 69، دبلوماسي أمريكي.

17
- يحيى سعادة، 35، مخرج لبناني.

19
- نوح القضاة، 71، مفتي المملكة الأردنية الهاشمية.
- أحمد مختار، 63، عسكري وسياسي مصري.

21
- إنزو بيرزوت، 83، لاعب ومدرب كرة قدم إيطالي.

25
- كارلوس أندريس بيريز، 88، رئيس سابق لفنزويلا.